# 巴希利夫卡
48°40′1″N 36°40′56″E / 48.66694°N 36.68222°E
巴希利夫卡（羅馬化：Bashylivka）是位於烏克蘭東部的村莊，由哈爾科夫州洛佐瓦區的布利茲紐基市鎮負責管轄。該村處於薩馬拉河左岸，距離切爾沃內1.5公里和盧霍韋1公里，始建於1860年，面積0.62平方公里，海拔高度93米，2001年人口364。